# Хотиня Вас
Хотиня Вас (словен. Hotinja vas) — поселення в общині Хоче-Сливниця, Подравський регіон‎, Словенія.